# 罗凯塔塔纳罗
罗凯塔塔纳罗（義大利語：Rocchetta Tanaro），是意大利阿斯蒂省的一个市镇。总面积16.04平方公里，人口1472人，人口密度91.8人/平方公里（2009年）。ISTAT代码为005096。

## 友好城市
- 義大利多纳 2002年